# اصیل‌ها (فصل ۴)
اصیل‌ها یک سریال درام و ماورایی آمریکایی است که در تاریخ ۱۷ مارس ۲۰۱۶ توسط سی‌دابلیو برای فصل چهارم تمدید شد. این مجموعه در ۱۷ مارس ۲۰۱۷ پخش شد.

## بازیگران

### بازیگران اصلی
- جوزف مورگان در نقش نیکلاوس مایکلسون/هالو
- دنیل گیلیز در نقش الایژا مایکلسون/هالو
- فیبی تانکین در نقش هیلی مارشال
- چارلز مایکل دیویس در نقش مارسل جرارد/جاشوا سروزا
- یوسف گیتوود در نقش وینسنت گریفیت
- رایلی ولکل در نقش فریا مایکلسون

### بازیگران فرعی
• کلر هالت در نقش ربکا مایکلسون
- ناتانیل بازولیک در نقش کول مایکلسون
- استیون کروگر در نقش جاشوا روسزا
- کریستینا موزز در نقش کیلین
- دنیل کمپل در نقش دوینا کلیر
- کیهو کاهوانوی در نقش ادی
- سامر فونتانا در نقش هوپ مایکلسون/تسخیر شده توسط هالو
- بلو هانت در نقش هالو (اینادو)

### • بازیگران دوره ای
- لیه پایپس در نقش کمیل اوکانل
- متیو دیویس در نقش الاریک سالتزمن

### بازیگران مهمان
- دبرا مونی در نقش مری دوما
- لیندون اسمیت در نقش لارا
- دری اینگولفسون در نقش دومینیک
- سباستین روخه در نقش مایکل/هالو
- میسی ریچاردسون -سلرز در نقش اوا سینکلر

## قسمت‌ها
| شم. کلی | شم. در فصل | عنوان                                 | کارگردان          | نویسنده                             | تاریخ انتشار اصلی | کد تولید | U.S. تعداد بیننده (میلیون) |
| ------- | ---------- | ------------------------------------- | ----------------- | ----------------------------------- | ----------------- | -------- | -------------------------- |
| ۶۷      | ۱          | «قاتل‌ها را جمع کن»                    | لنس اندرسون       | مایکل روسو و مایکل نوردوچی          | ۱۷ مارس ۲۰۱۷      | ۴۰۱      | 1.05                       |
| ۶۸      | ۲          | «بدون محله»                           | بیتانی رونی       | تالیسیا رگ & مایکل پارادایس         | ۲۴ مارس ۲۰۱۷      | ۴۰۲      | 0.99                       |
| ۶۹      | ۳          | «شکارچی خرابه‌ها»                      | جفری هانت         | کارینا آدلی مکینززی و دکلان دی بارا | ۳۱ مارس ۲۰۱۷      | ۴۰۳      | 0.93                       |
| ۷۰      | ۴          | «نگهبان خانه»                         | جوزف مورگان       | بائو دی میئو و کریستوفر هولیر       | ۷ آوریل ۲۰۱۷      | ۴۰۴      | 1.08                       |
| ۷۱      | ۵          | «می‌شنوم که در می‌زنی»                  | کریس گریزر        | کایل آرینگتون                       | ۱۴ آوریل ۲۰۱۷     | ۴۰۵      | 0.87                       |
| ۷۲      | ۶          | «کیسه‌ای از کبراها»                    | جسی وارن          | مایکل روسو و مایکل پارادایس         | ۲۸ آوریل ۲۰۱۷     | ۴۰۶      | 0.96                       |
| ۷۳      | ۷          | «آب فراوان و دختر شیطان»              | چارلز مایکل دیویس | کارینا آدلی مک کینزی و سلست وسکوئز  | ۵ مه ۲۰۱۷         | ۴۰۷      | 0.93                       |
| ۷۴      | ۸          | «جادوگر در خون من»                    | جان هایمز         | تالیسیا رگز و کریتوفر هولیر         | ۱۲ مه ۲۰۱۷        | ۴۰۸      | 0.85                       |
| ۷۵      | ۹          | «ملکه مرگ»                            | نیکل رابیو        | بائو دی مائو                        | ۱۹ مه ۲۰۱۷        | ۴۰۹      | 0.84                       |
| ۷۶      | ۱۰         | «روح عجیب»                            | دنیل گیلیز        | کی. سی پری و کایل آرینگتون          | ۲ ژوئن ۲۰۱۷       | ۴۱۰      | 1.03                       |
| ۷۷      | ۱۱         | «یک روح اینجاست که شکست نخواهد خورد.» | هنل کولپپر        | کارینا آدلی مک کینزی و مایکل روسو   | ۹ ژوئن ۲۰۱۷       | ۴۱۱      | 0.89                       |
| ۷۸      | ۱۲         | «بچهٔ جادوگر»                          | مایکل گراسمز      | ماسکل پارادایس و کریستوفر هولیر     | ۱۶ ژوئن ۲۰۱۷      | ۴۱۲      | 1.01                       |
| ۷۹      | ۱۳         | «جشن همه گناهکاران»                   | بیتانی رونی       | مایکل نوردوچی                       | ۲۳ ژوئن ۲۰۱۷      | ۴۱۳      | 0.80                       |